# بیبیسارا اسابایوا
بیبی‌سارا آساوبایوا (قزاقی: Бибісара Асаубаева, Bibısara Asaubaeva؛ زادهٔ ۲۶ فوریه ۲۰۰۴) یک شطرنج‌باز اهل قزاقستان است. آساوبایوا دارای عنوان‌های استاد بین‌المللی زنان (WIM) و استاد بزرگ زنان (WGM) از سوی فیده است. او دو بار قهرمان قهرمانی شطرنج بلیتز زنان جهان شده است. فیده او را در سال ۲۰۲۱، در حالی که هنوز نوجوان بود، به‌عنوان بهترین شطرنج‌باز زن آسیا معرفی کرد. در سال ۲۰۲۲، او به‌خاطر تبدیل شدن به جوان‌ترین قهرمان قهرمانی شطرنج بلیتز زنان جهان در قهرمانی بلیتز جهان ۲۰۲۱، وارد رکوردهای جهانی گینس شد. او این عنوان را در قهرمانی بلیتز جهان ۲۰۲۲ نیز حفظ کرد.

## زندگی‌نامه
بیبی‌سارا آساوبایوا در طراز، قزاقستان به دنیا آمد. او نخستین بازی شطرنج خود را در چهار سالگی انجام داد، که توسط پدربزرگش به او آموزش داده شده بود. او در شش سالگی، نخستین قهرمانی شهری خود را به دست آورد. در سال ۲۰۱۱ و در سن ۷ سالگی، با قهرمانی در بخش دختران زیر ۸ سال قهرمانی شطرنج جوانان جهان در کالداس نوواس، برزیل، عنوان استاد فیده زنان (WFM) را کسب کرد. آساوبایوا همچنین در ژیمناستیک هنری نیز فعالیت داشت و چندین بار قهرمان آستانه شد.